# Лесли, Нэн
Нэн Лесли (англ.  Nan Leslie), имя при рождении Нанетт Джун Лесли (англ. Nanette June Leslie; 4 июня 1926 — 30 июля 2000) — американская актриса кино и телевидения 1940—1960-х годов, более всего известная ролями в вестернах.
Наиболее известными фильмами с участием Лесли были фильмы нуар «Дьявол едет автостопом» (1947), «Женщина на пляже» (1947) и «Без лишних вопросов» (1951), а также вестерны «Плато Дикая лошадь» (1947), «Под Тонто Рим» (1947), «Аризонский рейнджер» (1948), «Западное наследство» (1948) и «Край каньона» (1949). Лесли также играла одну из главных ролей в телесериале-вестерне «Калифорнийцы» (1957—1958).

## Ранние годы и начало карьеры
Нэн Лесли, имя при рождении Нанетт Джун Лесли, родилась 4 июня 1926 года в Лос-Анджелесе в семье торговца, вскоре после её рождения родители развелись. Нэн училась в университетской средней школе, с детства хорошо сидела в седле. После появления её фотографии на обложке журнала Liberty кинокомпания RKO Pictures заключила с ней контракт.

## Карьера в кино
Лесли дебютировала на большом экране в 1945 году, сыграв эпизодические роли (без указания в титрах) в пяти фильмах. Самым значимым среди них была мелодрама студии Metro-Goldwyn-Mayer «Часы» (1945) с Джуди Гарланд в главной роли. Год спустя, снова без указания в титрах, Лесли сыграла на студии RKO более заметные роли медсестры в биографической драме «Сестра Кенни» (1946) с Розалинд Расселл, девушки-кокни — в хоррор-драме «Бедлам» (1946) с Борисом Карлоффом, а также кассирши в клубе — в детективе «Алиби Сокола» (1946) с Томом Конуэем в главной роли. В том же году Лесли сыграла свою первую главную женскую роль в вестерне «Проход на закате» (1947), поставленному по роману Зейна Грея.
В 1947 году Лесли наконец получила значимую роль в фильме нуар «Дьявол едет автостопом» (1947) с участием Лоуренса Тирни. В этой картине актриса сыграла одну из двух подружек по имени Кэрол, которая направляется в Лос-Анджелес с намерением стать актрисой. Их вызывается подвезти преступник Стив Морган (Тирни), рассчитывая таким образом отвлечь от себя внимание полиции. После серии событий девушки оказываются в отдалённом доме по существу в роли заложниц. Когда Стив начинает приставать к Кэрол, она отбивается, а когда узнаёт по радио, что Стив — грабитель и убийца, пытается предупредить об этом с помощью записки их порядочного попутчика. Когда это не получается, Кэрол вырывается из дома, однако Стив догоняет и убивает её. После выхода на экраны фильм не обратил на себя особого внимания, однако современные кинокритики оценивают его достаточно высоко. В частности, Крейг Батлер назвал фильм «захватывающим, завораживающим нуаровым путешествием, которое добивается успеха, несмотря ни на что». Это, по его словам, «определённо фильм категории В», который не лишён недостатков. Однако несмотря на это, «большинство зрителей совершенно не хотят обращать на них внимание по причине его бесспорной привлекательности». Главная его особенность заключена в том, что это «один из самых хладнокровно-жестоких фильмов своего времени». Что же касается актёрской игры, по всё внимание критики было сосредоточено на Тирни, который смотрится «как бешеная собака, которая не щадит от жестокой смерти никого, даже самого себя», а сам фильм выступает как идеальная иллюстрация этого страшного экранного персонажа. Батлер замечает, что в этом фильме «именно злодей, убийца-социопат, больше всего привлекает зрителя. Он завораживает с первого момента своего появления на экране, и зрители оказываются полностью под его влиянием». Его «пугающая, но всегда захватывающая игра придаёт фильму его возбуждающий характер».
В фильме нуар Жана Ренуара «Женщина на пляже» (1947) Лесли сыграла роль Ив, хозяйки лодочной мастерской и невесты главного героя, офицера береговой охраны Скотта Бёрнетта (Роберт Райан), который страдает от кошмаров после контузии на фронте. Несмотря на любовь Ив, из-за своих болезненных приступов и увлечённости женой местного художника (Джоан Беннетт), Скотт так и не может решиться на брак с ней. Как отмечено в рецензии журнала TimeOut, «по настроению это фильм нуар с потрясающей актёрской игрой, чудесным использованием безысходных локаций и мрачными обертонами психических битв». Журнал Variety в свою очередь пришёл к заключению, что «актёрская игра всего состава одинаково отлична сверху донизу, что помогает Ренуару создать нужную атмосферу».
В 1947 году Лесли сыграла на RKO главные женские роли в вестернах «Под Тонто Рим» (1947) и «Плато Дикая лошадь» (1947), которые поставлены по романам Зейна Грея, в обоих фильмах главную роль сыграл Тим Холт. Год спустя сотрудничество Лесли и Холта продолжилось, и они сыграли главные роли в вестернах «Аризонский рейнджер» (1948), «Оружие ненависти» (1948), «Западное наследство» (1948) и «Агент индейцев» (1948). После этого Лесли сыграла в вестернах «Край каньона» (1949) с Джином Отри, который произвела продюсерская компания актёра, «Первый маршал» (1949) с Монти Хейлом на студии Republic Pictures, а также «Поезд в Тумстон» (1950) с Доном «Редом» Барри.
Год спустя Лесли появилась всего в одной картине, фильме нуар «Без лишних вопросов» (1951), сыграв небольшую роль (без указания в титрах) секретарши главного героя, адвоката (Барри Салливан), который заключает с преступниками сделки по возврату украденных ценностей за выплату компенсации их владельцами. Современный критик Ричард Харланд Смит назвал картину «разоблачительным фильмом нуар» о страховом бизнесе, где «держатели полисов втянулись в работу с криминальным миром, чтобы избежать оплаты весомых страховых счетов». Деннис Шварц высоко оценил «качество производства этого фильма студии Metro-Goldwyn-Mayer», при этом отметив, что это «фильм категории В с обычной и предсказуемой историей, и с игрой ниже среднего». Однако если не углубляться в эти вопросы, то «он доставит умеренное наслаждение».
До конца 1950-х годов Лесли сыграла небольшие роли в музыкальной комедии «Привет, красотки!» (1952), детективе «Проблемные девушки» (1953), вестерне «Путь на Железную гору» (1953), музыкальной комедии «Без нарушений» (1955) и вестерне «Чудо гор» (1959), в котором она сыграла свою последнюю главную роль в кино. Все её последние фильмы прошли практически незамеченными. В 1960 году она сыграла небольшую роль в фильме-катастрофе Warner Bros «Забитое небо» (1960) с Дэной Эндрюсом, а в 1968 году завершила кинокарьеру ролью в независимом фантастическом фильме «Бамбуковая летающая тарелка»(1968).

## Карьера на телевидении
В 1949 году Лесли начала работать на телевидении. За время своей телекарьеры, завершившейся в 1966 году, она сыграла в 100 эпизодах 47 различных телесериалов, 22 из которых были вестернами. Впервые Лесли появилась на малом экране в качестве гостевой звезды в 1949 году в телесериале-вестерне «Одинокий рейнджер». В общей сложности вплоть до 1955 году она исполнила гостевые роли в восьми эпизодах этого сериала, больше, чем какая-либо другая актриса.
В дальнейшем она сыграла в таких телесериалах-вестернах, как «Шоу Джина Отри» (1950—1955, 4 эпизода), «Шоу Роя Роджерса» (1951, 2 эпизода), «Дни в долине смерти» (1953), «Хопалонг Кэссиди» (1953), «Приключения Кита Карсона» (1953—1954, 5 эпизодов), «Сиско Кид» (1953—1955, 5 эпизодов), «Энни Оукли» (1954), «Театр Зейна Грея» (1957), «Сломанная стрела» (1957), «Разыскивается живым или мёртвым» (1959), «Уичита» (1959), «Стрелок Слейд» (1959), «Высокий человек» (1961) и «Дэниел Бун» (1966).
Более всего она известна по исполнению постоянной роли Марты Макговерн в 37 эпизодах телесериала «Калифорнийцы» (1957—1958) , где её партнёром был Шон Макклори. Фильм рассказывал истории из жизни Сан-Франциско в годы Калифорнийской золотой лихорадки начала 1850-х годов.
Помимо вестернов Лесли сыграла в таких популярных сериалах, как «Общественный защитник» (1954), «Миллионер» (1955), «Кингс роу» (1955), «Ричард Даймонд, частный детектив» (1958), «Опознание» (1958—1959, 3 эпизода), «Отряд М» (1958—1959, 2 эпизода), «За закрытыми дверями» (1959), «Перри Мейсон» (1959—1965, 2 эпизода), «Филипп Марлоу» (1960), «Речная лодка» (1960), «Лесси» (1960—1966, 2 эпизода), «Коронадо 9» (1961) и «Семья Фишеров» (1964).

## Личная жизнь
В конце 1940-х годов в течение полутора лет Лесли была неофициально помолвлена со своим партнёром по вестернам, актёром Тимом Холтом, который в тот момент находился в состоянии развода. Чуть позднее у неё были романтические отношения с другим партнёром по вестернам Джином Отри.
В мае 1949 года в Юме Лесли тайно вышла замуж за актёра Чарльза Поули, однако вскоре с ним развелась.
В мае 1968 года Лесли вышла замуж за Алберта Джейсона Коппаджа, с которым сложился долгий и счастливый, но бездетный брак. После замужества она сменила имя на Нэн Коппадж (англ. Nan Coppage). В январе 1990 года Коппадж умер. Некоторое время спустя Лесли переехала в Мишен-Вьехо в Калифорнии, где провела последние годы жизни.

## Смерть
Нэн Лесли Коппадж умерла 30 июля 2000 года в возрасте 74 лет в Сан-Хуан-Капистрано, Калифорния, от пневмонии.

## Фильмография
| Год       |     | Русское название                  | Оригинальное название              | Роль                                             |
| --------- | --- | --------------------------------- | ---------------------------------- | ------------------------------------------------ |
| 1945      | ф   | Под западным небом                | Under Western Skies                | Пруденс (в титрах не указана)                    |
| 1945      | ф   | Часы                              | The Clock                          | женщина на вокзале (в титрах не указана)         |
| 1945      | ф   | Я буду помнить Эйприл             | I'll Remember April                | девушка из «Вестерн Юнион» (в титрах не указана) |
| 1945      | ф   | Странник пустоши                  | Wanderer of the Wasteland          | партнёрша Джей по танцам (в титрах не указана)   |
| 1945      | ф   | Скандалы Джорджа Уайта            | George White's Scandals            | артистка (в титрах не указана)                   |
| 1946      | ф   | Проход на закате                  | Sunset Pass                        | Джейн Престон                                    |
| 1946      | ф   | Ритм речной лодки                 | Riverboat Rhythm                   | администратор (в титрах не указана)              |
| 1946      | ф   | С этого дня                       | From This Day Forward              | (в титрах не указана)                            |
| 1946      | ф   | Алиби Сокола                      | The Falcon's Alibi                 | кассирша в клубе (в титрах не указана)           |
| 1946      | ф   | Бедлам                            | Bedlam                             | девушка кокни (в титрах не указана)              |
| 1946      | ф   | Бамбуковая блондинка              | The Bamboo Blonde                  | пассажирка в поезде (в титрах не указана)        |
| 1946      | ф   | Сестра Кенни                      | Sister Kenny                       | медсестра (в титрах не указана)                  |
| 1946      | ф   | Отпуск в Рино                     | Vacation in Reno                   | телефонистка в гостинице (в титрах не указана)   |
| 1947      | кор | Следуй за музыкой                 | Follow That Music                  | Джуди Кэррол                                     |
| 1947      | ф   | Дьявол едет автостопом            | The Devil Thumbs a Ride            | Бьюла Зорн, она же Кэрол Демминг                 |
| 1947      | ф   | Женщина на пляже                  | The Woman on the Beach             | Ив                                               |
| 1947      | ф   | На краю Тонто                     | Under the Tonto Rim                | Люси Деннисон                                    |
| 1947      | ф   | Плато Дикая лошадь                | Wild Horse Mesa                    | Сью Мелхерн                                      |
| 1948      | ф   | Западное наследие                 | Western Heritage                   | Бет Уинстон                                      |
| 1948      | ф   | Аризонский рейнджер               | The Arizona Ranger                 | Лора Батлер                                      |
| 1948      | ф   | Орудия ненависти                  | Guns of Hate                       | Джуди Джейсон                                    |
| 1948      | ф   | Агент индейцев                    | Indian Agent                       | Эллен Уилер                                      |
| 1949      | ф   | Край каньона                      | Rim of the Canyon                  | Рут Ламберт                                      |
| 1949      | ф   | Первый маршал                     | Pioneer Marshal                    | Сьюзен Девлин                                    |
| 1949—1955 | с   | Одинокий рейнджер                 | The Lone Ranger                    | разные роли (8 эпизодов)                         |
| 1950      | ф   | Поезд в Тумстон                   | Train to Tombstone                 | Мэри Белл                                        |
| 1950—1955 | с   | Шоу Джина Отри                    | The Gene Autry Show                | разные роли (4 эпизода)                          |
| 1951      | ф   | Без лишних вопросов               | No Questions Asked                 | секретарша (в титрах не указана)                 |
| 1951      | с   | Шоу Роя Роджерса                  | The Roy Rogers Show                | разные роли (2 эпизода)                          |
| 1952      | ф   | Привет, красотки!                 | Skirts Ahoy!                       | военнослужащая (в титрах не указана)             |
| 1952—1953 | с   | Всадник на просторе               | The Range Rider                    | разные роли (2 эпизода)                          |
| 1953      | ф   | Проблемные девушки                | Problem Girls                      | Клэр Харрис                                      |
| 1953      | ф   | Путь на Железную гору             | Iron Mountain Trail                | Нэнси Сойер                                      |
| 1953      | с   | Ваша любимая история              | Your Favorite Story                | (1 эпизод)                                       |
| 1953      | с   | Дни в Долине смерти               | Death Valley Days                  | Лидия Картью (1 эпизод)                          |
| 1953      | с   | Хопалонг Кэссиди                  | Hopalong Cassidy                   | Джейн Сойер (1 эпизод)                           |
| 1953—1954 | с   | Приключения Кита Карсона          | The Adventures of Kit Carson       | разные роли (5 эпизодов)                         |
| 1953—1955 | с   | Сиско Кид                         | The Cisco Kid                      | разные роли (5 эпизодов)                         |
| 1954      | тф  | Столкновение лун                  | Crash of Moons                     | Тринка (в титрах не указана)                     |
| 1954      | с   | Энни Оукли                        | Annie Oakley                       | Энни (1 эпизод)                                  |
| 1954      | с   | Рокки Джонс, космический рейнджер | Rocky Jones, Space Ranger          | Тринка (2 эпизода), Джуди (1 эпизод)             |
| 1954      | с   | Общественный защитник             | Public Defender                    | мисс Оливер (1 эпизод)                           |
| 1954      | с   | Приключения Сокола                | Adventures of the Falcon           | Пегги Нолл (1 эпизод)                            |
| 1955      | ф   | Без нарушений                     | Ain't Misbehavin'                  | фотограф в ночном клубе (в титрах не указана)    |
| 1955      | с   | Миллионер                         | The Millionaire                    | Кэрол Браунинг (1 эпизод)                        |
| 1955      | с   | Warner Brothers представляет      | Warner Brothers Presents           | (1 эпизод)                                       |
| 1955      | с   | Кингс роу                         | Kings Row                          | Рэнди Монахан (1 эпизод)                         |
| 1956      | с   | Зал звёзд «Шеврон»                | Chevron Hall of Stars              | Энн (1 эпизод)                                   |
| 1956      | с   | Личный секретарь                  | Private Secretary                  | Филлис Джерард (1 эпизод)                        |
| 1956      | с   | Приключения Рин Тин Тина          | The Adventures of Rin Tin Tin      | разные роли (3 эпизода)                          |
| 1957      | с   | Театр Зейна Грея                  | Zane Grey Theater                  | Нэнси Барнетт (1 эпизод)                         |
| 1957      | с   | Выбор народа                      | The People's Choice                | Мона Баркер (1 эпизод)                           |
| 1957      | с   | Цирковой мальчик                  | Circus Boy                         | Мьюриел (1 эпизод)                               |
| 1957      | с   | Код 3                             | Code 3                             | Барбара Ли Рикман (1 эпизод)                     |
| 1957      | с   | Телевизионный театр «Форда»       | The Ford Television Theatre        | Джин Картрайт (1 эпизод)                         |
| 1957      | с   | Сломанная стрела                  | Broken Arrow                       | Пегги (1 эпизод)                                 |
| 1957      | с   | Серый призрак                     | The Gray Ghost                     | Лидия (1 эпизод)                                 |
| 1957—1959 | с   | Калифорнийцы                      | The Californians                   | Марта Макгиверн (22 эпизода)                     |
| 1958      | с   | Ричард Даймонд, частный детектив  | Richard Diamond, Private Detective | Майран О’Мэлли (1 эпизод)                        |
| 1958—1959 | с   | Опознание                         | The Lineup                         | разные роли (3 эпизода)                          |
| 1958—1959 | с   | Фьюри                             | Fury                               | разные роли (3 эпизода)                          |
| 1958—1959 | с   | Отряд М                           | M Squad                            | разные роли (2 эпизода)                          |
| 1959      | ф   | Чудо гор                          | The Miracle of the Hills           | Джоэнн Тэшман                                    |
| 1959      | с   | Разыскивается живым или мёртвым   | Wanted: Dead or Alive              | Бет Макгарретт (1 эпизод)                        |
| 1959      | с   | За закрытыми дверями              | Behind Closed Doors                | Лора Мэттли (1 эпизод)                           |
| 1959      | с   | Уичита                            | Wichita Town                       | Маргарет Кук (1 эпизод)                          |
| 1959      | с   | Стрелок Слейд                     | Shotgun Slade                      | Джуди Траверс (1 эпизод)                         |
| 1959—1963 | с   | Программа Джека Бенни             | The Jack Benny Program             | разные роли (2 эпизода)                          |
| 1959—1965 | с   | Перри Мейсон                      | Perry Mason                        | разные роли (2 эпизода)                          |
| 1960      | ф   | Забитое небо                      | The Crowded Sky                    | Бев                                              |
| 1960      | с   | Филипп Марлоу                     | Philip Marlowe                     | Эллен Варден (1 эпизод)                          |
| 1960      | с   | Речная лодка                      | Riverboat                          | Эмми Карсон (1 эпизод)                           |
| 1960      | с   | Триллер                           | Thriller                           | Мидж Льюис (1 эпизод)                            |
| 1960—1966 | с   | Лесси                             | Lassie                             | разные роли (2 эпизода)                          |
| 1961      | с   | Коронадо 9                        | Coronado 9                         | Джин Телфорд (1 эпизод)                          |
| 1961      | с   | Пит и Глэдис                      | Pete and Gladys                    | Джози (1 эпизод)                                 |
| 1961      | с   | Высокий человек                   | The Tall Man                       | Бет Томас (1 эпизод)                             |
| 1962      | с   | Одиннадцатый час                  | The Eleventh Hour                  | Ивонн (1 эпизод)                                 |
| 1964      | с   | Семья Фишеров                     | The Fisher Family                  | Эвелин Уолтем (1 эпизод)                         |
| 1966      | с   | Дэниел Бун                        | Daniel Boone                       | Ада Мейберри (1 эпизод)                          |
| 1968      | ф   | Бамбуковая летающая тарелка       | The Bamboo Saucer                  | Дороти Ветри                                     |